# Ciclismo nos Jogos Pan-Americanos de 2011 - BMX feminino
A competição do BMX feminino foi um dos eventos do ciclismo nos Jogos Pan-Americanos de 2011 em Guadalajara. Foi disputada no CODE San Nicolás no dia 21 de outubro.

## Calendário
Horário local (UTC-6).
| Data          | Horário | Fase            |
| ------------- | ------- | --------------- |
| 21 de outubro | 9:15    | Qualificação 1  |
| 21 de outubro | 9:35    | Qualificação 2  |
| 21 de outubro | 9:55    | Quallificação 3 |
| 21 de outubro | 10:45   | Final           |

## Medalhistas
| Ouro   | COL Mariana Pajón       |
| Prata  | USA Arielle Martin      |
| Bronze | ARG María Gabriela Díaz |

## Resultados

### Qualificação
As quatro primeiras colocadas em cada qualificatória se classificaram para a final.
| Pos. | Bateria | Ciclista            | País               | Corrida 1  | Corrida 2  | Corrida 3  | Pontos | Obs. |
| ---- | ------- | ------------------- | ------------------ | ---------- | ---------- | ---------- | ------ | ---- |
| 1    | 1       | Arielle Martin      | USA Estados Unidos | 43.835 (1) | 43.339 (1) | 41.816 (1) | 3      | Q    |
| 2    | 1       | Andrea Zuluaga      | COL Colômbia       | 45.441 (2) | 46.423 (2) | 45.969 (2) | 6      | Q    |
| 3    | 1       | Mariana Díaz        | ARG Argentina      | 46.951 (3) | 47.009 (3) | 48.363 (3) | 9      | Q    |
| 4    | 1       | Naiara Silva        | BRA Brasil         | 54.011 (4) | 47.936 (4) | 52.219 (4) | 12     | Q    |
| 5    | 1       | Squel Stein         | BRA Brasil         | DNF (5)    | DSQ (7)    | DSQ (7)    | 19     |      |
| 1    | 2       | Mariana Pajón       | COL Colômbia       | 42.321 (1) | 42.909 (1) | 43.018 (1) | 3      | Q    |
| 2    | 2       | María Gabriela Díaz | ARG Argentina      | 44.494 (2) | 44.336 (2) | 45.350 (3) | 7      | Q    |
| 3    | 2       | Amanda Carr         | USA Estados Unidos | 45.290 (3) | 44.912 (3) | 44.270 (2) | 8      | Q    |
| 4    | 2       | Dominique Daniels   | PUR Porto Rico     | 46.002 (4) | 46.138 (4) | 45.532 (4) | 12     | Q    |
| 5    | 2       | Belén Tapia         | CHI Chile          | 48.212 (5) | 47.486 (5) | 47.152 (5) | 15     |      |

### Final
| Pos.              | Ciclista            | País               | Tempo    | Obs. |
| ----------------- | ------------------- | ------------------ | -------- | ---- |
| Medalha de ouro   | Mariana Pajón       | COL Colômbia       | 40.118   |      |
| Medalha de prata  | Arielle Martin      | USA Estados Unidos | 42.659   |      |
| Medalha de bronze | María Gabriela Díaz | ARG Argentina      | 42.971   |      |
| 4                 | Mariana Díaz        | ARG Argentina      | 45.278   |      |
| 5                 | Dominique Daniels   | PUR Porto Rico     | 45.632   |      |
| 6                 | Naiara Silva        | BRA Brasil         | 47.944   |      |
| 7                 | Andrea Zuluaga      | COL Colômbia       | 49.098   |      |
| 8                 | Amanda Carr         | USA Estados Unidos | 2:58.670 |      |

Legenda
| Recorde mundial                  | Recorde mundial (World record)               |                       | Recorde africano                      | Recorde africano (African) |                                           | Q | Classificado por posição (Qualified) |
| Recorde dos Jogos Pan-Americanos | Recorde pan-americano (Pan-American record)  | Recorde da América    | Recorde da América (Americas)         | q                          | Classificado por melhor tempo (Qualified) |   |                                      |
| Melhor marca do ano              | Melhor marca do ano (World leading)          | Recorde asiático      | Recorde asiático (Asian)              | DNS                        | Não largou (Did not start)                |   |                                      |
| Recorde nacional                 | Recorde nacional (National record)           | Recorde europeu       | Recorde europeu (European)            | DNF                        | Não terminou (Did not finish)             |   |                                      |
| Recorde pessoal                  | Recorde pessoal do atleta (Personal best)    | Recorde da Oceania    | Recorde da Oceania (Oceania)          | DSQ / DQ                   | Desclassificado (Disqualified)            |   |                                      |
| Recorde da temporada             | Recorde da temporada do atleta (Season best) | Recorde sul-americano | Recorde sul-americano (South America) | NM                         | Sem marca (No mark)                       |   |                                      |